# Dioxypterus eua
Dioxypterus eua là một loài bọ cánh cứng trong họ Elateridae. Loài này được Johnson miêu tả khoa học năm 1997.